# Juan I de Lorena
Juan I de Lorena (en francés, Jean Ier de Lorraine; febrero de 1346-París, 23 de septiembre de 1390) fue duque de Lorena desde 1346 hasta su muerte en 1390.

## Biografía
Siendo un niño de seis meses sucedió a su padre, Rodolfo de Lorena, que murió en la batalla de Crécy. Durante su minoría de edad, la regencia estuvo en manos de su madre, María, hija del conde Guido I de Blois, y del conde Everardo II de Wurtemberg. En diciembre de 1353, Juan rindió homenaje del ducado a Carlos IV, emperador del Sacro Imperio Romano Germánico, quien le nombró teniente general del Imperio en Mosela.  
Juan participó en el Drang nach Osten y sus cruzadas relacionadas, al lado de los Caballeros Teutónicos contra Lituania en 1356 y de nuevo en 1365.
Se enfrentó al oeste, cuando, el 19 de septiembre de 1356, ayudó al rey Felipe VI de Francia en la batalla de Poitiers, como su padre en la de Crécy, y donde la caballería francesa fue derrotada por arqueros ingleses tal como antes. Sin embargo, sobrevivió, a diferencia de su padre, para luchar de nuevo, en el lado del delfín Carlos para sofocar la rebelión parisina de Étienne Marcel. Asistió a la coronación de Carlos V de Francia el 19 de mayo de 1364 en Reims, fortaleciendo los lazos con Francia, que constantemente había estado construyendo Lorena en el siglo pasado.
Él entró en la guerra de sucesión bretona, como lo había hecho su padre, para ayudar a su tío, Carlos de Blois, contra Juan V de Bretaña. En la batalla de Auray el 29 de septiembre de 1364 se definió con Juan como duque indiscutible y Carlos muerto en el campo. Juan y Bertrand du Guesclin fueron hechos prisioneros.
Él continuó ayudando a Carlos V y a Carlos VI a reconquistar las provincias perdidas por el Tratado de Brétigny, pero en sus últimos años, se distanció de la corte francesa. En parte, esto se debió a las compañías libres que asolaron sus tierras y, en parte, los funcionarios reales que intentaron litigar la relación entre Juan (un vasallo Imperial) y sus vasallos. Al final, él entró en un acercamiento con el duque Felipe II de Borgoña. Sin embargo, murió en París el 23 de septiembre de 1390, defendiéndose de una acusación por el pueblo de Neufchâteau por abuso de poder.

## Matrimonio e hijos
Juan se casó en 1361 con Sofía de Wurtemberg (1343-1369), hija de Everardo II de Wurtemberg, y tuvieron tres hijos:
- Carlos II (1364-1431), su sucesor.[3]
- Federico (1369-1415), conde de Vaudémont.
- Isabel (m. 1423), casada con el señor Enguerrand VII de Coucy.[4]